# 조선민주주의인민공화국 중앙검찰소
조선민주주의인민공화국 중앙검찰소(朝鮮民主主義人民共和國 中央檢察所)는 조선민주주의인민공화국의 검찰사업을 통일적으로 지도하는 기관이다. 과거에는 최고검찰소(最高檢察所)로 불렀다(1948년 9월 ~ 1972년, 2010년 4월 ~ 2016년 6월). 대한민국의 대검찰청에 해당되는 기관이다. 중앙검찰소 소장은 최고인민회의에서 임명되거나 해임되며 임기는 5년(최고인민회의 임기와 같음)이다. 현재 중앙검찰소 소장은 김명길이다.
조선민주주의인민공화국 사회주의헌법에 따르면 모든 검찰소는 상급 검찰소와 중앙검찰소에 복종하며 중앙검찰소는 자기 사업에 대해 최고인민회의와 최고인민회의 상임위원회(최고인민회의가 휴회 중인 경우 조선민주주의인민공화국의 국가최고주권기관 역할을 담당함) 앞에 책임을 진다고 명시되어 있다. 중앙검찰서 아래에는 도(직할시), 시(구역), 군검찰소와 특별검찰소를 둔다.

## 연혁
- 1948년 9월 2일 - 최고검찰소(最高檢察所) 설치
- 1972년 - 사회주의헌법 제정을 통해 중앙검찰소(中央檢察所)로 명칭 변경
- 2010년 4월 - 최고검찰소로 명칭 환원
- 2016년 6월 29일 - 사회주의 헌법 개정을 통해 중앙검찰소로 명칭 변경

## 역대 소장
- 장해우 : 1948년 9월 2일 ~
- 최영림 : 1998년 9월 ~ 2003년 9월
- 리길송 : 2003년 9월 ~ 2010년 4월
- 장병규 : 2010년 4월 ~ 2017년 4월
- 김명길 : 2017년 4월 ~ 2021년 1월
- 우상철 : 2021년 1월 ~

## 같이 보기
- 조선민주주의인민공화국 중앙재판소